# Bogenschütze

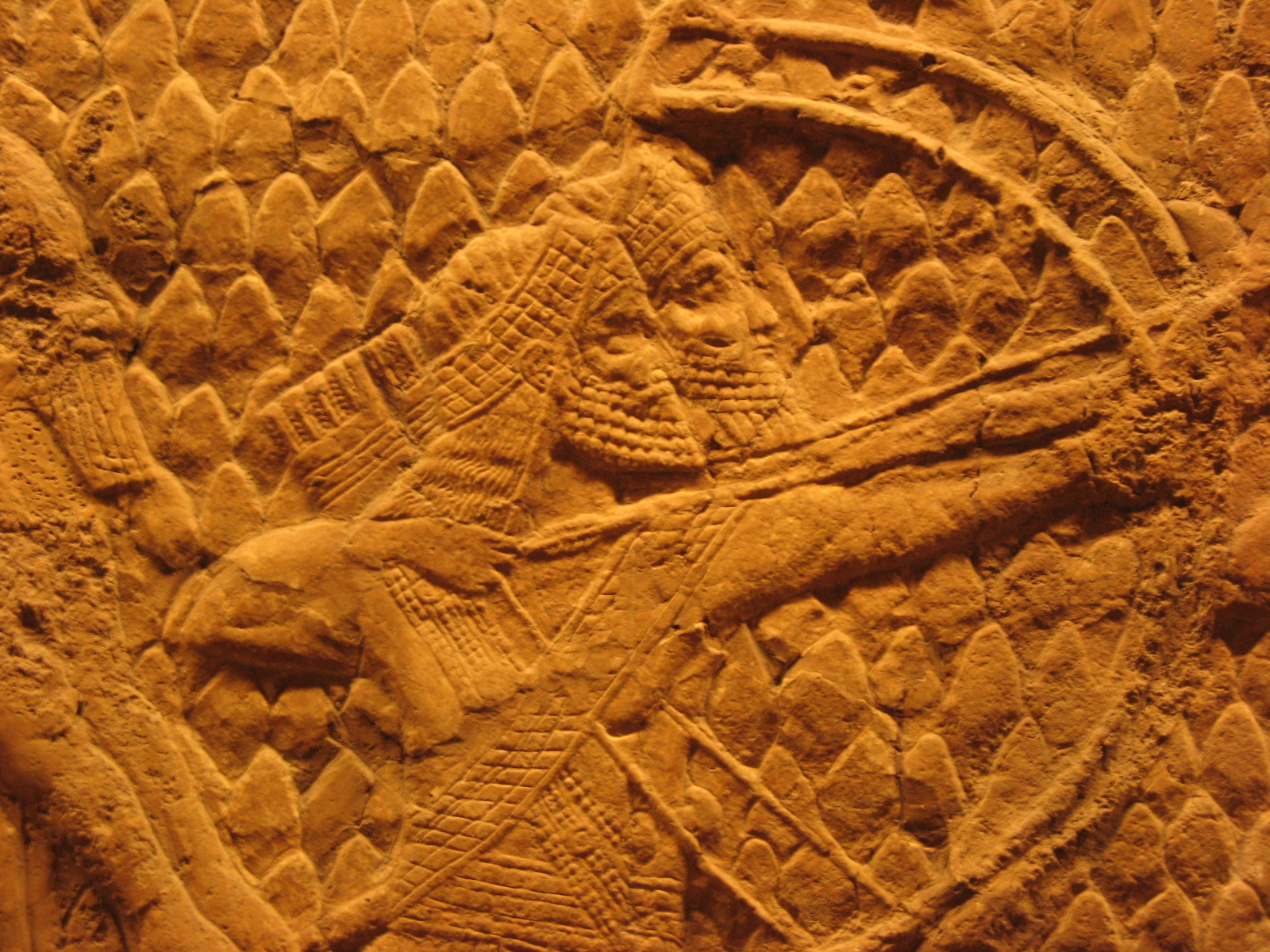
Assyrische Bogenschützen

Ein Bogenschütze ist eine Person, die mit einem Bogen Pfeile abschießt bzw. damit als Jäger für die Bogenjagd ausgerüstet ist. Als Jagdwaffe ist der Bogen heute noch in den USA, Kanada oder Dänemark gebräuchlich und erlaubt. Seit der Neuzeit dient der Bogen als Sportgerät. Geschichtlich wurde der Bogen auch durch Krieger als Waffe eingesetzt. Aus den Übungen für den militärischen Einsatz entwickelte sich das heutige Bogenschießen als Wettkampf und Sport.

## Bogenarten
Als Waffe und Jagdbogen sind zu unterscheiden Naturbögen, Langbögen der Wikinger und englisch-walisischen Bogenschützen und Kompositbögen der Hunnen und syrischer Bogenschützen.

## Geschichte
Die Militärgeschichte verzeichnet je nach Kulturkreis den Einsatz von Bogenschützen sowohl beritten bei der Kavallerie und auf Streitwagen als auch als Fußsoldat. Der Bogen diente als Primärwaffe, Sekundärwaffen waren leichtere Blank- und Schutzwaffen wie Buckler, Kurzschwert oder Streitaxt. Die weitere Schutzausrüstung bestand häufig aus einem mehrlagigen Wams, da Kettenhemden und Rüstungen den Schützen beim Schuss behindert hätten. Die Kontingente der Bogenschützen schützten sich mit Vorfeldhindernissen wie Krähenfüßen und angespitzten Pfählen. Zumeist wurden sie durch Fußsoldaten geschützt.

### Antike

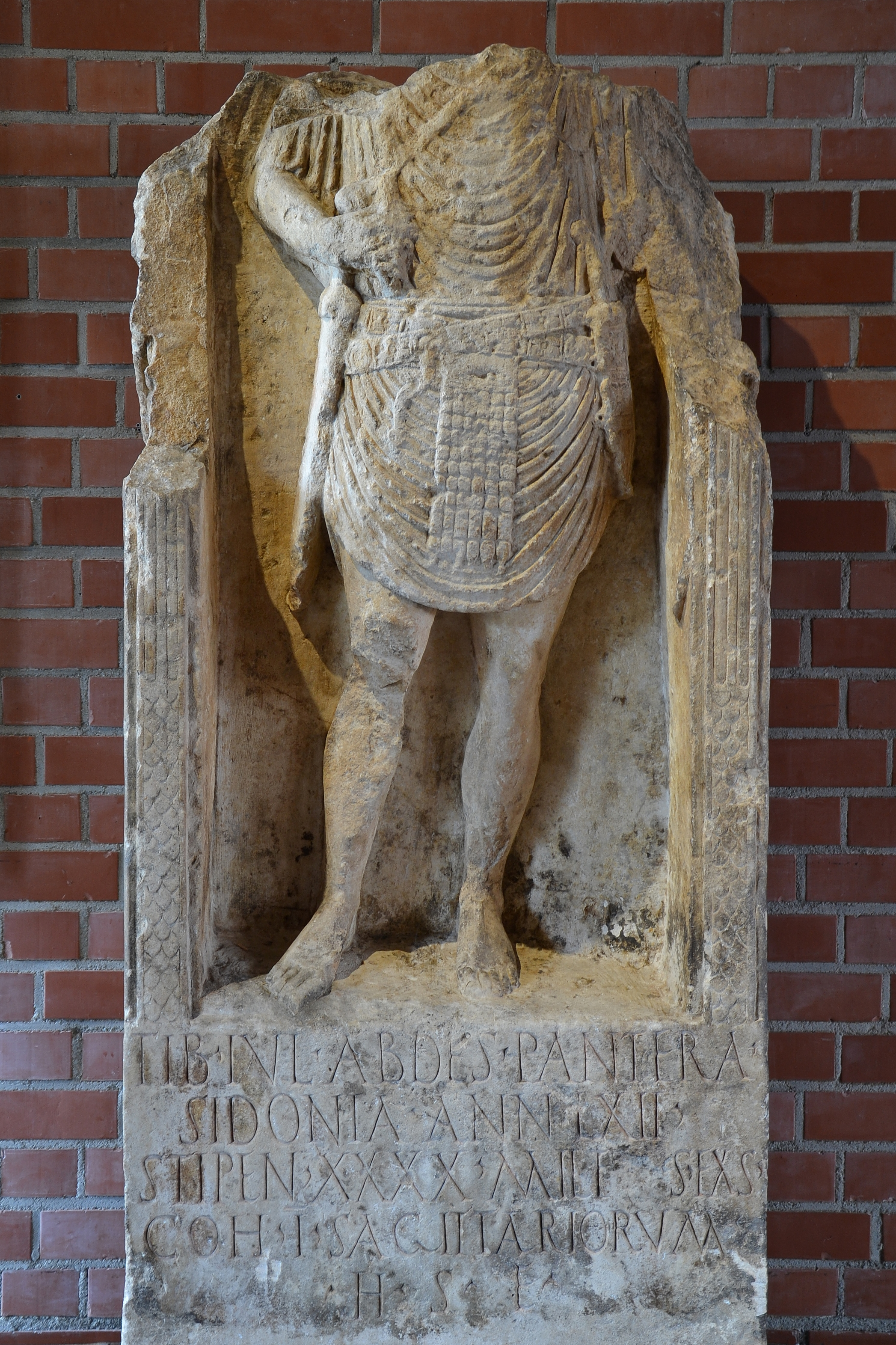
Grabmal des Tiberius Iulius Abdes Pantera, Bogenschütze bei einer römischen Auxiliartruppe, in der Römerhalle (Bad Kreuznach)

Bogenschützen wurden durch die Ägypter von Streitwagen aus eingesetzt. Zwischen Hethitern und Ägyptern kam es 1274 v. Chr. in der Schlacht bei Kadesch zum umfangreichsten bekannten Einsatz von Streitwagen. Diese taktische Einsatzform kam auch in weiteren Ländern wie China, Persien und Indien vor.
In der römischen Legion wurden diese meist durch Auxiliartruppen zu Fuß gestellt. Bekannt waren syrische Bogenschützen mit ihrem Kompositbogen. Bei den Germanen war um die Zeit von Christi Geburt der Bogen ebenfalls als Jagd- und Kriegswaffe bekannt. Insbesondere nach der Teilung Roms als Weltreich erlangen im Byzantinischen Heerwesen von Ostrom Bogenschützen bedingt durch die Bedrohung aus dem Osten Bedeutung.
Der Bogen als die Waffe bei Berittenen wurde vor allem bei den Hunnen bekannt. Wie alle zentralasiatischen Reiterhirten waren sie gute Reiter und Bogenschützen und beherrschten die Technik des Parthischen Manövers, bei dem in vollem Galopp nach hinten geschossen wird. Ermöglicht wurde dies durch die Erfindung eines Sattels mit Steigbügeln. Als Auszeichnung trugen die besten Bogenschützen bunte Bänder in ihren langen Zöpfen. Die Römer kannten zwar auch leichte Sättel, aber keine Steigbügel. Durch den stabilen Halt der Steigbügel waren die hunnischen Reiter in der Lage, beidhändig vom Pferde aus zu kämpfen, da sie dieses mit den Schenkeln lenken konnten. Damit waren sie in der Kampftechnik zu Pferde den Europäern weit überlegen. Zur Zeit der Hunneneinfälle nach Europa war auf Seiten der Römer und der vorgelagerten bedrohten Völker der Bogen nicht die Hauptbewaffnung. Bei den germanischen Stämmen war es üblich den Gegner in loser Keilformation frontal im Nahkampf anzugreifen. Der Einsatz von Pfeil und Bogen für kriegerische Zwecke war bei den Germanen zu dieser Zeit unbekannt.

### Japan und Asien

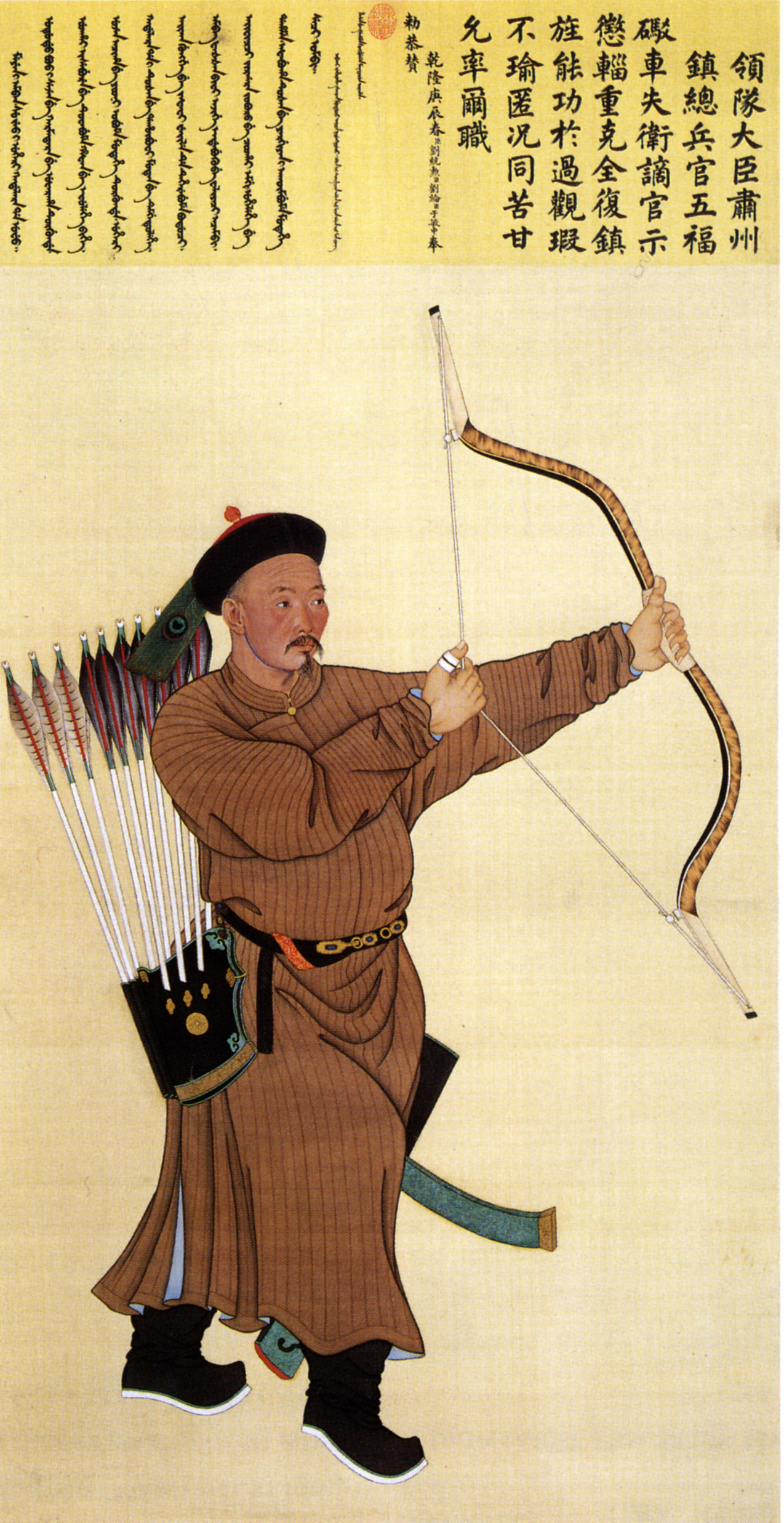
Chinesischer Bogenschütze

In Japan war der Bogen seit dem 8. Jahrhundert ein Bestandteil der Bewaffnung der Samurai. In der Heian-Zeit (794–1192) waren Samurai die Wache des kaiserlichen Palastes. Deren Hauptbewaffnung war das Wakizashi-Schwert. Diese Vorläufer der klassischen Samurai wurden vom Herrscher ausgestattet. Da zu Beginn der größte Vorteil dieser militärischen Einheiten in ihrer Erfahrung im Gebirgskampf und vor allem im Bogenschießen lag, blieb für den größten Teil der folgenden Feudalperiode, der Ära der Samurai-Herrschaft, der Ausdruck Yumitori (japanisch für Bogenschütze) der Ehrentitel eines ausgezeichneten Kriegers.
Der Yumi (japanisch für Bogen), insbesondere der Dai-kyū (japanisch für Langbogen), war wegen seiner Größe, Reichweite und großen Durchschlagskraft gefürchtet. Seine asymmetrische Form machte es möglich, ihn auch vom Pferderücken aus abzufeuern, was ihn als Reiterwaffe gefürchtet machte. Selbst als Mitte des 16. Jahrhunderts die ersten Feuerwaffen in Japan Einzug hielten, verlor der Bogen zunächst nicht an Bedeutung. Der Umgang mit dem Langbogen, der Kyūdō (Weg des Bogens), erfreut sich auch heute noch großer Beliebtheit als Kampfsportart und zählt zu den ältesten der traditionellen japanischen Budō-Künste.
In Asien entwickelte sich bei den Reitervölkern das Berittene Bogenschießen. Dabei wird mit Pfeil und Bogen vom Pferd aus in allen Gangarten geschossen, insbesondere aus dem Galopp. Diese Technik führte historisch zu großen Erfolgen von Reitervölkern wie Skythen, Hunnen, Göktürken, Ungarn und Mongolen über Heere sesshafter Bevölkerungen. Beispiele für Schlachten, die von berittenen Bogenschützen entschieden wurden, sind die Erste Schlacht bei Panipat, die das Sultanat von Delhi beendete, und die Schlacht von Doryläum während des Zweiten Kreuzzuges.

### Mittelalter
In der Wikingerzeit im Frühen Mittelalter in Franken und in England waren die Hauptwaffen Axt, Speer, Pfeil und Bogen, wobei Bogenschützen in der Regel nicht beritten waren. Das ostfränkische Heer musste sich in der Zeit der Ungarneinfälle erst auf schnell vorgetragene Reiterattacken, bei denen sie ihre Gegner mit einem Pfeilhagel ihrer  Kompositbogen aus der Ferne überschütteten. König Otto I. stellte das magyarische Heer am 10. August 955 in der Schlacht auf dem Lechfeld. Es wird vermutet, dass durch heftige Regenfälle die Kompositbogen der Ungarn im wahrsten Sinne des Wortes aus dem Leim gegangen sind, wodurch das Reiterheer der Ungarn deutlich an Schlagkraft eingebüßt habe. Anders als sein Vater bei der Schlacht bei Riade, gab sich Otto nicht mit der Vertreibung zufrieden, sondern ließ den fliehenden Magyaren auflauern und diese niedermachen, bis das gesamte Heer aufgerieben war.
Auch in der Zeit der Kreuzzüge im Heiligen Land zeigte sich wiederholt der überlegene Einsatz von berittenen Bogenschützen gegen gepanzerte Ritterheere, insbesondere unter den für diese ungünstigen klimatischen Bedingungen. Dass bei entsprechender Taktik ein Ritterheer berittene Bogenschützen auch besiegen konnte, bewies Richard Löwenherz bei der Schlacht von Arsuf im Dritten Kreuzzug.

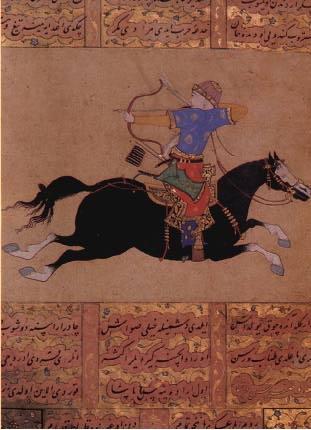
Berittener osmanischer Bogenschütze

In den Schlachten des Spätmittelalters (ca. 1250 bis 1500) bewährte sich vielfach der englische Langbogen. Dieser war im Gegensatz zum Kompositbogen witterungsunempfindlicher. Konnte jedoch gegnerische Kavallerie in die Bogenschützen einbrechen, stand diesen für den Nahkampf nur ein Buckler, ein einhändiges Kurzschwert, ein langer Dolch oder eine leichte Streitaxt zur Verfügung. Schwere Rüstung und Bewaffnung wären nicht zusammen mit dem Bogen zu transportieren gewesen und hätten beim Schuss behindert. Die Axt diente auch zur Anfertigung von Annäherungshindernissen, um die Formation der Bogenschützen vor Reiterattacken zu schützen. Kämpfe mit Reitern endeten meist in einer Katastrophe für die Bogenschützen, die aufgrund ihrer langen Ausbildung nur schwer zu ersetzen waren. Deshalb bezogen die englischen Langbogenschützen Deckung hinter spitzen Holzpfählen, die in die Erde gerammt waren, Krähenfüßen, und wurden durch gepanzerte Ritter geschützt, die zu Fuß kämpften. Die Taktik des Bogenschießens bestand im 43° hohen Bogenschuss auf Distanzen bis zu 350 m, im direkten Schuss bis zu 70 m.
Um die Genauigkeit zu erhöhen und Ritzen in den Rüstungen zu treffen, wurden nach dem Erfinder benannte Bodkin–Pfeilspitzen benutzt. Lange Pfeilspitzen mit Widerhaken dienten zur Tötung der Pferde der Ritter. Pfeilspitzen mit einem Feeder, einem Drahtkorb, dienten zur Aufnahme von Brandmaterial beim Beschuss von Gebäuden mit Brandpfeilen. Dabei handelt es sich um eine offene Kugel, in die Stroh mit Pech gesteckt werden konnte.
Im Salvenschuss konnten bis zu 12 Pfeile von jedem Bogenschützen je Minute verschossen werden. So soll bei der Schlacht von Crécy ein Pfeilhagel von 72.000 Pfeilen pro Minute auf das versammelte europäische Ritterheer, welches für Frankreich kämpfte, niedergegangen sein. Jeder Bogenschütze hatte zweimal 24 Pfeile mitzuführen, hinzukamen weitere als Reserveausrüstung durch den Kriegsherrn.
Die Bögen wurden von Bognern, den qualifizierten Bogenbauern, hergestellt, waren aber im Gegensatz zu Rüstungen und Blankwaffen wesentlich günstiger. Die Metallspitzen der Pfeile konnten durch jeden Schmied hergestellt werden. Empfindlich sind Bögen und Federn der Pfeile nur gegen Regen, die Sehnen verlieren an Spannkraft, der Leim von Kompositbögen kann sich durch große Luftfeuchtigkeit und Regen auflösen. Zubehör für den Bogenschuss waren ein Unterarmschutz der Bogenhand aus Leder und ein Handleder, auch Tab, für die Sehnenhand (siehe dazu auch Bogenschießen und Traditionelles Bogenschießen).
Im Gegensatz zu dem aus Adeligen gebildete Ritterheer, das oft von einem Herzog geführt wurde, rekrutierten sich die Bogenschützen häufig aus der Bauernschaft und wurden von einem niedrigen Adeligen wie einem Baron, Ritter oder Grafen geführt.
Während des Hundertjährigen Krieges ernannte sich Edward III. im Januar 1340 selbst zum französischen König und fiel mit seinen Truppen aus der Normandie kommend, die in dieser Zeit zu England gehörte, in Frankreich ein. Sein Heer war den Franzosen zwar zahlenmäßig weit unterlegen, dennoch schlug er 1346 in Schlacht von Crécy in der Grafschaft Crécy die Franzosen durch den Einsatz von rund 8000 walisischen Langbogenschützen vernichtend. Die vom französischen König vorgeschickten Armbrustschützen konnten durch die schnellere Schussfolge der Bogenschützen niedergemacht werden. Vorteilhaft war für den Sieg außerdem, dass die englischen Bogenschützen mit Wind schießen konnten, der die Reichweite der Pfeile wesentlich erhöhte. Die englischen Bogenschützen ließen danach das französische Ritterheer begünstigt durch eine versumpfte Niederung nicht zum Nahkampf herankommen und verschossen einen Pfeilhagel im Bogenschuss, der die Ritter und deren Pferde schräg von oben traf und dazu führte, dass die französischen Ritter durch ihre eigenen Pferde und die nachfolgenden Schlachtlinien erdrückt wurden. Dadurch gelang es den bäuerlichen englischen Bogenschützen, wesentliche Teile des französischen Hochadels niederzumachen und für den englischen König den Sieg zu erringen.

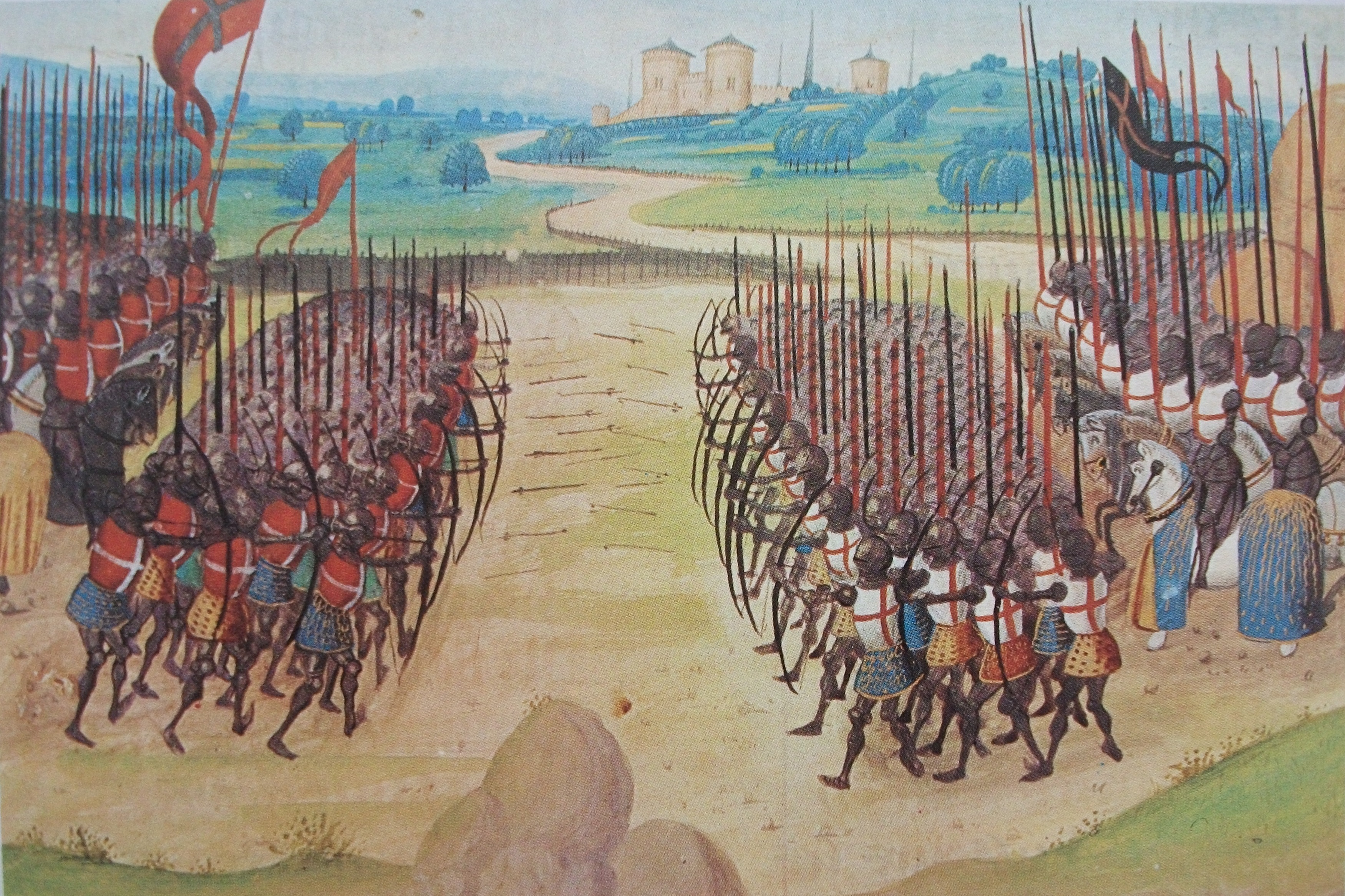
Schlacht von Azincourt (1415)

Die Schlacht von Azincourt (frz.: Bataille d'Azincourt, engl.: Battle of Agincourt) fand am 25. Oktober 1415 statt und gilt in der Militärgeschichte als bedeutend, weil wie zuvor bei der Schlacht von Crécy mit Langbögen bewaffnete Fußtruppen einen entscheidenden Anteil am Ausgang der Schlacht hatten. Der Angriff der schweren französischen Reiterei blieb nicht zuletzt wegen des massiven Einsatzes von Langbogenschützen ineffektiv; der Angriff der schwer gerüsteten französischen Adeligen wurde durch ihren Einsatz verlangsamt und beeinträchtigt.
Diese Schlachten zeigen beispielhaft den verfehlten taktischen Einsatz von schwerbewaffneten Ritterheeren gegen leicht Bewaffnete, in für jene günstigem Gelände und bei günstigen Wetterverhältnissen.
Langbögen wurden aber auch an Bord von Schiffen als Fernwaffe verwendet, wie der Fall der Mary Rose, eines englischen Kriegsschiffs des 16. Jahrhunderts zeigt. Nach der Bergung des 1545 gesunkenen Wracks wurden insgesamt 137 Langbögen gefunden, die vermutlich aus italienischer und spanischer Eibe gefertigt waren. Die Langbögen wiesen eine Länge von 187 bis 211 Zentimeter auf. Die Durchschnittslänge betrug 198 Zentimeter. Das Zuggewicht der einzelnen Bögen variierte sehr stark. Die leichtesten Bögen wiesen ein Zuggewicht von 100 Pfund auf. Ein Langbogen besaß ein Zuggewicht von 185 Pfund. Es handelt sich bei den Bögen tatsächlich um einsatzfähige Exemplare.

### Neuzeit

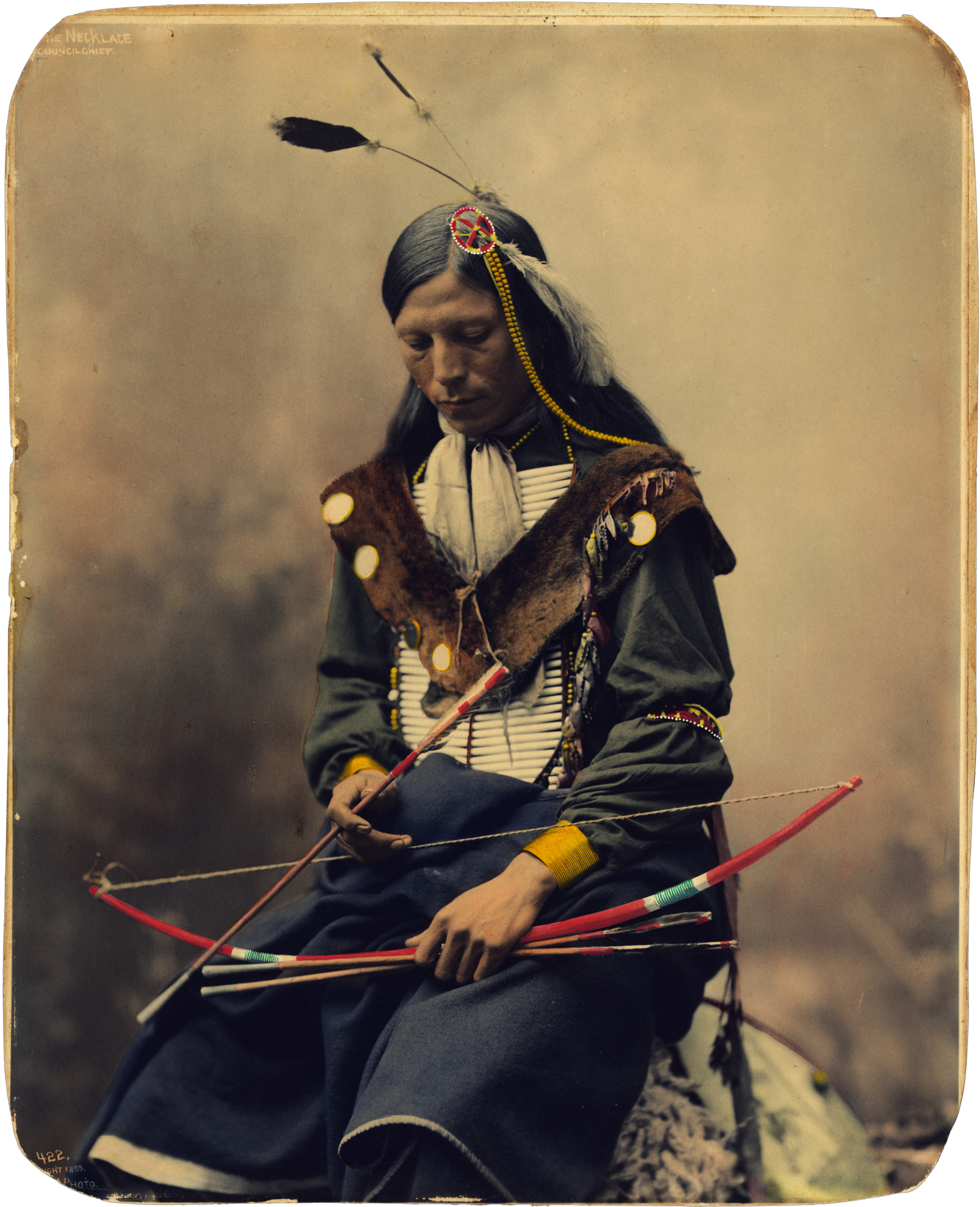
Indianischer Bogenschütze 1899

Der Langbogen wurde seit dem späten 15. Jahrhundert von Feuerwaffen wie der Arkebuse verdrängt, die eine größere Durchschlagskraft entwickelten. Langbogen besaßen zwar eine größere Schussfolge und waren weniger feuchtigkeitsempfindlich als Feuerwaffen, doch war die Ausbildung eines Arkebusiers deutlich weniger zeitaufwendig. Mit dem Aufkommen der Handfeuerwaffen trat der Bogen ebenso für die Jagd in den Hintergrund und wurde von der Büchse als einem treffsicheren, gezogenen Gewehr abgelöst. Dennoch blieben Bögen noch bis Ende des 19. Jahrhunderts eine bei nicht industrialisierten Völkern beliebte und unter gewissen Bedingungen durchaus wirksame Waffe, wie etwa bei den nordamerikanischen Indianern in den Indianerkriegen.
Nachfolger der Bogenschützen im militärischen Sinne wurden die Jäger, von denen jeder mit einer gezogenen Jagdbüchse ausgerüstet war.
Aus Traditionsgründen wurden die Mannschaften der Maréchaussée bis 1760 als „Bogenschützen“ (französisch archers) bezeichnet, bis ins 20. Jahrhundert bestanden die Hartschiere als Gardeeinheiten.
Mit Aufkommen der ersten Kampfpanzer verstanden sich die Panzerjäger als Nachfolger und führten wie in der Bundeswehr häufig den Bogen in ihren Verbandswappen.